# Mezőkomárom
Mezőkomárom é um município da Hungria, situado no condado de Fejér. Tem 29,05 km² de área e sua população em 2015 foi estimada em 955 habitantes.